# Pommersche Vereinigung für Stamm- und Wappenkunde
Die Pommersche Vereinigung für Stamm- und Wappenkunde war ein genealogischer Verein vor dem Zweiten Weltkrieg in Pommern.

## Geschichte
Die Vereinigung wurde 1923 in Stettin gegründet als „Pommersche Landesgruppe“ des Roland (Verein für Stamm- und Wappenkunde) in Dresden. 1926 wurde eine familienkundliche Ausstellung in Stettin veranstaltet, die den jungen Verein sehr bekannt machte. Bald wurde der Name in „Pommersche Vereinigung für Stamm- und Wappenkunde“ abgeändert. Ende 1934 trennte sich der Verein vom Roland zu Dresden und wurde dann 1935 Mitglied des Volksbundes der deutschen sippenkundlichen Vereine als Landesverein für die Provinz Pommern.

## Organisation
Als Vorsitzender arbeitete seit Gründung bis 1942 Sanitätsrat Martin Bethe, der aus gesundheitlichen Gründen 1943 den Vorsitz an den Prokuristen Eberhard Meyer übergab. Um mit der ganzen Provinz Pommern in engem Kontakt zu stehen, gab es ein Netz von Vertrauensleuten (1935 über 50 Personen) in den einzelnen Orten. Die Mitgliederzahl lag laut letztem Jahresbericht 1940 bei 200 Personen.

## Publikationen
Ab 1933 wurde die Zeitschrift „Familiengeschichtliche Mitteilungen der Pommersche Vereinigung für Stamm- und Wappenkunde“ herausgegeben. Die anfänglich in einer Auflage von 1800 Stück vierteljährlich erscheinende Veröffentlichung wurde mit den Monatsblättern der Gesellschaft für pommersche Geschichte und Altertumskunde versandt. Ab 1936 erschien mit dem vierten Jahrgang unter dem Titel Familiengeschichtliche Mitteilungen und Vereinsnachrichten das Blatt in erweitertem Umfang als selbständige Publikation, ab 1939 als Pommersche Sippenforschung – Familiengeschichtliche Mitteilungen der Pommersche Vereinigung für Stamm- und Wappenkunde bis 1941, dann wurde das Erscheinen kriegsbedingt eingestellt.
In diesen Heften sind grundlegende Arbeiten für die Familienforschung in Pommern erschienen, als Beispiel:
- Walter Eylert: Die Gewandschneiderzunft in Stolp.[5]
- Otto Gebhard: Friderizianische Kolonien und Kolonisten in Pommern nach dem Stande des Jahres 1754.[6]
- Gerd Fuhrmann: Die Bewohner des Rügenwalder Amtes im Jahre 1663.[7]
- Karl Loeck: Stettiner Ratsgeschlechter des 16.-18. Jahrhunderts.[8]

## Nachkriegsgeschichte
Nach dem Krieg bildeten die verstreuten pommerschen Genealogen, von denen die meisten ihre Sammlungen verloren hatten, unter der Ägide von Hans Hartkopf und Herbert Spruth zuerst einen Arbeitskreis, dann 1957 wieder eine „Pommersche Vereinigung für Stamm- und Wappenkunde“. Bereits 1955 hatte Hartkopf unter dem Namen Sedina-Archiv eine genealogische Zeitschrift als Beilage der Stettiner Zeitung veröffentlicht, die dann mit dem Untertitel: „Familiengeschichtliche Mitteilungen der Pommerschen Vereinigung für Stamm- und Wappenkunde“ ab 1957 weiter erschien. Nach dem Tod von Herberth Spruth 1972 übernahm Max Bruhn die Schriftleitung. Ein eingetragener Verein ist daraus aber nicht entstanden. Erst 2000 gründete sich mit dem Pommerschen Greif wieder eine pommersche genealogische Vereinigung, die das bis dahin eigenständig erschienene Sedina-Archiv als Vereinszeitschrift weiterführte.